# Salmo aphelios
Salmo aphelios, ou truta-do-verão, é uma espécie de peixe da família Salmonidae.
Essa espécie foi descrita somente em 1997.
É endêmica da Albania e República da Macedónia. Os seus habitats naturais são: lagos de água doce.
Pode ser distinguido dos outros peixes do grupo na área pela sua coloração laranja.